# Hauke Harder
Hauke Harder (* 1963 in Heide (Holstein)) ist ein deutscher Komponist und experimenteller Physiker.

## Leben
Er ist der Gründer der „Gesellschaft für Akustische Lebenshilfe“, arbeitete als Assistent des Komponisten Alvin Lucier und mit einer Gruppe internationaler Komponisten zusammen. Seine kompositorische Arbeit repräsentiert einen extremen Minimalstil, und orientiert sich an der Arbeit der Komponisten Morton Feldman, Walter Zimmermann und Alvin Lucier. Seine Musik wurde auch durch die Monochrommalerei und von den Filmen Robert Bressons beeinflusst.
Seine Arbeiten als Wissenschaftler auf dem Gebiet der Molekular-Spektroskopie wurden in Molecular Physics und Chemical Physics Letters beschrieben und erwähnt.

### Auszeichnungen
Im Jahr 2001 erhielt er den „Kulturnetz-Preis“ von Schleswig-Holsteins Kultusministerin Ute Erdsiek-Rave.

## Ausstellungen und Installationen
- Beat in Flensburg (1994)[12]
- Punto e basta in Kiel (1996, mit Stephan Ullmann)[13]
- Sammer. HEINRICH, Freund in Dresden (1998)[14]
- Escale 17: extradry in Düsseldorf (1999, mit Stephan Ullmann)[15]
- Kabinett für Klanggegenwart Hauke Harder: 7:6 für Metallbleche, Sinusgeneratoren, Verstärker und Wandler in Kiel (2002/2003)
- XVII. Exposizione nové hudby in Brno (2004)[16]
- Klangraum Flensburg in Flensburg (2007)[17]
- BEAT IT in Berlin (2008)[18]
- Die langen, dünnen Draht in Alpbach (2008, mit Alvin Lucier)[19]
- Farb_laut in Berlin (2008)[20]